# 北京汽车博物馆
北京汽车博物馆（英語：Beijing Auto Museum）位于北京市丰台区南四环西路126号。

## 历史
北京汽车博物馆是位于丰台区的北京国际汽车博览中心的核心建筑。北京国际汽车博览中心暨北京汽车博物馆工程被北京市人民政府列入2003年北京市60项重点工程，责成丰台区人民政府具体负责建设，丰台区人民政府为此专门组建“北京国际汽车博览中心建设办公室”。根据2002年10月18日北京市规划委员会批准的《规划意见书》，该项目选址丰台区花乡四合庄村，西临万寿路南延，北临南四环西路，总用地面积58公顷，地上建筑面积50余万平方米，总投资40亿元人民币。建成之后的北京国际汽车博览中心将包含北京汽车博物馆、销售馆、品牌馆、商务区、汽车主题公园等等。其中北京汽车博物馆是北京市重点建设的五大博物馆之一。
2006年4月28日，北京汽车博物馆奠基。2011年9月23日，北京汽车博物馆开馆。馆内设有13个展区，馆藏汽车80多辆。游客还可在馆内的汽车风洞试验室进行体验。